# Liste der Monuments historiques in Blaisy-Bas
Die Liste der Monuments historiques in Blaisy-Bas führt die Monuments historiques in der französischen Gemeinde Blaisy-Bas auf.

## Liste der Objekte
| Bezeichnung                   | Beschreibung                               | Standort                     | Kennzeichnung | Schutzstatus | Datum | Bild |
| ----------------------------- | ------------------------------------------ | ---------------------------- | ------------- | ------------ | ----- | ---- |
| Skulptur Unterweisung Mariens | Kalkstein, farbig gefasst, bezeichnet 1693 | in der Kirche St-Rémi (Lage) | PM21000334    | Classé       | 1960  |      |